# 双果桑
双果桑（学名：Streblus macrophyllus），为桑科鹊肾树属下的一个植物种。